# 桜井清枝
桜井 清枝（さくらい すみえ、1945年 - ）は、日本の女性政治家。元長野県北安曇郡白馬村議会議員（1期）。聴覚障害を持つ政治家として知られた。

## 経歴
北海道上川郡美瑛町生まれ。5歳のとき、結核の治療で使用した薬の副作用で耳が聞こえなくなった。1974年に白馬村に移住。2001年に白馬村議会議員選挙（定数16）に立候補し、3位当選を果たす。不自由ながらも会話は可能であったものの在任中は手話通訳者と要約筆記者を置いて議員活動を行っていた。1期4年を務めた後は夫とともにペンションを経営をしている。